# Якко Елтінг
Якко Елтінг (нід. Jacco Folkert Eltingh; нар. 29 серпня 1970) — колишній нідерландський професійний тенісист,  колишня перша ракетка ATP у парному розряді (16 січня 1995).
Найвищу одиночну позицію світового рейтингу — 19 місце досяг 6 лютого 1995 року. 
Переможець всіх турнірів Великого шолома в парному розряді, де виступав, здебільшого, зі своїм співвітчихником  Паулом Гаргейсом.
Здобув чотири одиночні та 44 парні титули туру ATP.
Завершив кар'єру 1998 року.

## Фінали турнірів Великого шолома

### Парний розряд: 8 (6–2)
| Результат | Рік  | Турнір                                 | Партнер        | Опоненти                            | Рахунок                       |
| --------- | ---- | -------------------------------------- | -------------- | ----------------------------------- | ----------------------------- |
| Перемога  | 1994 | Відкритий чемпіонат Австралії з тенісу | Паул Гаргейс   | Байрон Блек Джонатан Старк          | 6–7(3–7), 6–3, 6–4, 6–3       |
| Перемога  | 1994 | Відкритий чемпіонат США з тенісу       | Паул Гаргейс   | Тодд Вудбрідж Марк Вудфорд          | 6–3, 7–6(7–1)                 |
| Перемога  | 1995 | Відкритий чемпіонат Франції з тенісу   | Паул Гаргейс   | Ніклас Культі Магнус Ларссон        | 6–7(3–7), 6–4, 6–1            |
| Поразка   | 1996 | US Open                                | Паул Гаргейс   | Тодд Вудбрідж Марк Вудфорд          | 6–4, 6–7(5–7), 6–7(5–7)       |
| Поразка   | 1997 | Вімблдонський турнір                   | Паул Гаргейс   | Тодд Вудбрідж Марк Вудфорд          | 6–7(4–7), 6–7(7–9), 7–5, 3–6  |
| Перемога  | 1998 | Australian Open (2)                    | Йонас Бйоркман | Тодд Вудбрідж Марк Вудфорд          | 6–2, 5–7, 2–6, 6–4, 6–3       |
| Перемога  | 1998 | French Open (2)                        | Паул Гаргейс   | Марк Ноулз (тенісист) Деніел Нестор | 6–3, 3–6, 6–3                 |
| Перемога  | 1998 | Wimbledon                              | Паул Гаргейс   | Тодд Вудбрідж Марк Вудфорд          | 2–6, 6–4, 7–6(7–3), 5–7, 10–8 |

## Олімпійські фінали

### Парний розряд: 1 (0–1)
| Результат | Рік  | Championship | Покриття | Партнер      | Опоненти                           | Рахунок  |
| --------- | ---- | ------------ | -------- | ------------ | ---------------------------------- | -------- |
| 4-е місце | 1996 | Атланта      | Тверде   | Паул Гаргейс | Марк-Кевін Гелльнер Давід Пріносіл | 2–6, 5–7 |

## Інші фінали

### Парний розряд: 60 (44–16)
| Легенда                       |
| Grand Slam (6–2)              |
| Tennis Masters Cup (2–1)      |
| ATP Masters Series (8–3)      |
| ATP Championship Series (5–4) |
| ATP Tour (23–6)               |

| Фінали за покриттям |
| Тверде (18–8)       |
| Ґрунт (10–2)        |
| Трава (3–1)         |
| Килим (13–5)        |

| Результат | W/L | Дата              | Турнір                                         | Покриття   | Партнер                  | Опоненти                                           | Рахунок                  |
| --------- | --- | ----------------- | ---------------------------------------------- | ---------- | ------------------------ | -------------------------------------------------- | ------------------------ |
| Перемога  | 1.  | 30 вересня 1991   | Палермо, Італія                                | Ґрунт      | Том Кемперс              | Еміліо Санчес Вікаріо Хав'єр Санчес                | 3–6, 6–3, 6–3            |
| Перемога  | 2.  | 7 жовтня 1991     | Афіни, Греція                                  | Ґрунт      | Марк Куверманс           | Менно Остінг Оллі Ранасто                          | 5–7, 7–6, 7–5            |
| Перемога  | 3.  | 28 жовтня 1991    | Гуаружа, Бразилія                              | Тверде     | Паул Гаргейс             | Брет Гарнетт Todd Nelson                           | 6–3, 7–5                 |
| Перемога  | 4.  | 11 листопада 1991 | Килим (i)                                      | Пол Векеса | Ронні Ботман Рікард Берг | 7–5, 7–5                                           |                          |
| Перемога  | 5.  | 31 серпня 1992    | Скенектаді, U.S.                               | Тверде     | Паул Гаргейс             | Серхіо Касаль Еміліо Санчес Вікаріо                | 6–3, 6–4                 |
| Перемога  | 6.  | 11 січня 1993     | Куала-Лумпур, Малайзія                         | Тверде     | Паул Гаргейс             | Хенрік Холм Бент-Ове Педерсен                      | 7–5, 6–3                 |
| Поразка   | 1.  | 18 січня 1993     | Джакарта, Індонезія                            | Тверде     | Паул Гаргейс             | Дієго Наргісо Гійом Рао                            | 6–7, 7–6, 3–6            |
| Перемога  | 7.  | 8 лютого 1993     | Сан-Франциско, U.S.                            | Тверде (i) | Скотт Девіс              | Патрік Макінрой Джонатан Старк                     | 6–1, 4–6, 7–5            |
| Поразка   | 2.  | 15 лютого 1993    | Мемфіс, U.S.                                   | Тверде (i) | Паул Гаргейс             | Тодд Вудбрідж Марк Вудфорд                         | 5–7, 2–6                 |
| Перемога  | 8.  | 17 травня 1993    | Мастерс Рим, Італія                            | Ґрунт      | Паул Гаргейс             | Вейн Феррейра Марк Кратцманн                       | 6–4, 7–6                 |
| Перемога  | 9.  | 2 серпня 1993     | Гілверсум, Нідерланди                          | Ґрунт      | Паул Гаргейс             | Хендрік Ян Давідс Лібор Пімек                      | 4–6, 6–2, 7–5            |
| Перемога  | 10. | 4 жовтня 1993     | Kuala Lumpur, Малайзія                         | Тверде (i) | Паул Гаргейс             | Йонас Бйоркман Ларс-Андерс Вальгрен                | 7–5, 4–6, 7–6            |
| Поразка   | 3.  | 25 жовтня 1993    | China Open (теніс), КНР                        | Килим (i)  | Паул Гаргейс             | Пол Еннекон Даг Флек                               | 6–7, 3–6                 |
| Перемога  | 11. | 15 листопада 1993 | Кубок Кремля, Росія                            | Килим (i)  | Паул Гаргейс             | Йонас Бйоркман Ян Апелль                           | 6–1, ret.                |
| Перемога  | 12. | 28 листопада 1993 | Фінал ATP, Johannesburg                        | Тверде (i) | Паул Гаргейс             | Тодд Вудбрідж Марк Вудфорд                         | 7–6(4), 7–6(5), 6–4      |
| Перемога  | 13. | 31 січня 1994     | Australian Open, Melbourne                     | Тверде     | Паул Гаргейс             | Байрон Блек Jonathan Stark                         | 6–7, 6–3, 6–4, 6–3       |
| Перемога  | 14. | 21 лютого 1994    | Філадельфія, U.S.                              | Килим (i)  | Паул Гаргейс             | Джим Грабб Джаред Палмер                           | 6–3, 6–4                 |
| Поразка   | 4.  | 28 лютого 1994    | Роттердам, Нідерланди                          | Килим (i)  | Паул Гаргейс             | Jeremy Bates Йонас Бйоркман                        | 4–6, 1–6                 |
| Перемога  | 15. | 21 березня 1994   | Відкритий чемпіонат Маямі з тенісу, U.S.       | Тверде     | Паул Гаргейс             | Марк Ноулз (тенісист) Джаред Палмер                | 7–6, 7–6                 |
| Поразка   | 5.  | 25 липня 1994     | Stuttgart Outdoor, Німеччина                   | Ґрунт      | Паул Гаргейс             | Скотт Мелвілл Піт Норвал                           | 6–7, 5–7                 |
| Поразка   | 6.  | 22 серпня 1994    | Нью-Гейвен, U.S.                               | Тверде     | Паул Гаргейс             | Грант Коннелл Патрік Гелбрайт                      | 4–6, 6–7                 |
| Поразка   | 7.  | 29 серпня 1994    | Schenectady, U.S.                              | Тверде     | Паул Гаргейс             | Ян Апелль Йонас Бйоркман                           | 4–6, 6–7                 |
| Перемога  | 16. | 12 вересня 1994   | US Open, New York                              | Тверде     | Паул Гаргейс             | Тодд Вудбрідж Марк Вудфорд                         | 6–3, 7–6                 |
| Перемога  | 17. | 3 жовтня 1994     | Kuala Lumpur, Малайзія                         | Килим      | Паул Гаргейс             | Ніклас Культі Ларс-Андерс Вальгрен                 | 6–0, 7–5                 |
| Перемога  | 18. | 10 жовтня 1994    | Sydney Indoor, Австралія                       | Тверде (i) | Паул Гаргейс             | Байрон Блек Jonathan Stark                         | 6–4, 7–6                 |
| Перемога  | 19. | 7 листопада 1994  | Париж, Франція                                 | Килим (i)  | Паул Гаргейс             | Байрон Блек Jonathan Stark                         | 3–6, 7–6, 7–5            |
| Перемога  | 20. | 14 листопада 1994 | Москва, Росія                                  | Килим (i)  | Паул Гаргейс             | Девід Адамс Андрій Ольховський                     | w/o                      |
| Поразка   | 8.  | 27 лютого 1995    | Філадельфія, США                               | Килим (i)  | Паул Гаргейс             | Джим Грабб Jonathan Stark                          | 6–7, 7–6, 3–6            |
| Перемога  | 21. | 1 травня 1995     | Мастерс Монте-Карло, Монако                    | Ґрунт      | Паул Гаргейс             | Луїс Лобо Хав'єр Санчес                            | 6–3, 6–4                 |
| Перемога  | 22. | 12 червня 1995    | French Open, Paris                             | Ґрунт      | Паул Гаргейс             | Ніклас Культі Магнус Ларссон                       | 6–7, 6–4, 6–1            |
| Перемога  | 23. | 26 червня 1995    | Галле, Німеччина                               | Трава      | Паул Гаргейс             | Євген Кафельников Ольховський Андрій Станіславович | 6–2, 3–6, 6–3            |
| Перемога  | 24. | 16 жовтня 1995    | Токіо, Японія                                  | Килим (i)  | Паул Гаргейс             | Якоб Гласек Патрік Макінрой                        | 7–6, 6–4                 |
| Перемога  | 25. | 30 жовтня 1995    | Ессен, Німеччина                               | Килим      | Паул Гаргейс             | Цирил Сук Даніель Вацек                            | 7–5, 6–4                 |
| Перемога  | 26. | 13 листопада 1995 | Стокгольм, Швеція                              | Тверде (i) | Паул Гаргейс             | Грант Коннелл Патрік Гелбрайт                      | 3–6, 6–2, 7–6            |
| Поразка   | 9.  | 25 листопада 1995 | Парний розряд Championship, Eindhoven          | Килим (i)  | Паул Гаргейс             | Грант Коннелл Патрік Гелбрайт                      | 6–7, 6–7, 6–3, 6–7       |
| Поразка   | 10. | 8 січня 1996      | Доха, Катар                                    | Тверде     | Паул Гаргейс             | Марк Ноулз (тенісист) Деніел Нестор                | 6–7, 3–6                 |
| Поразка   | 11. | 9 вересня 1996    | US Open, New York                              | Тверде     | Паул Гаргейс             | Тодд Вудбрідж Марк Вудфорд                         | 6–4, 6–7, 6–7            |
| Перемога  | 27. | 21 жовтня 1996    | Тулуза, Франція                                | Тверде (i) | Паул Гаргейс             | Олів'є Делетр Гійом Рау                            | 6–3, 7–5                 |
| Поразка   | 12. | 28 жовтня 1996    | Штуттґард, Німеччина                           | Тверде (i) | Паул Гаргейс             | Себастьян Ларо Алекс О'Браєн                       | 6–3, 4–6, 3–6            |
| Перемога  | 28. | 4 листопада 1996  | Paris Indoor, Франція                          | Килим (i)  | Паул Гаргейс             | Кафельников Євген Олександрович Даніель Вацек      | 6–4, 4–6, 7–6            |
| Перемога  | 29. | 6 січня 1997      | Qatar ExxonMobil Open, Катар                   | Тверде     | Паул Гаргейс             | Патрік Фредрікссон Магнус Норман                   | 6–3, 6–2                 |
| Перемога  | 30. | 10 березня 1997   | Роттердам, Нідерланди                          | Килим (i)  | Паул Гаргейс             | Лібор Пімек Байрон Талбот                          | 7–6, 6–4                 |
| Поразка   | 13. | 28 квітня 1997    | Monte Carlo, Монако                            | Ґрунт      | Паул Гаргейс             | Доналд Джонсон Франсіско Монтана                   | 6–7, 6–2, 6–7            |
| Перемога  | 31. | 23 червня 1997    | Rosmalen Grass Court Championships, Нідерланди | Трава      | Паул Гаргейс             | Тревор Кронеманн Девід Макферсон                   | 6–4, 7–5                 |
| Поразка   | 14. | 7 липня 1997      | Wimbledon, London                              | Трава      | Паул Гаргейс             | Тодд Вудбрідж Марк Вудфорд                         | 6–7, 6–7, 7–5, 3–6       |
| Перемога  | 32. | 25 серпня 1997    | Бостон, U.S.                                   | Тверде (i) | Паул Гаргейс             | Дейв Ренделл Джек Вейт                             | 6–4, 6–2                 |
| Перемога  | 33. | 6 жовтня 1997     | Тулуза, Франція                                | Тверде (i) | Паул Гаргейс             | Жан-Філіпп Флер'ян Максим Мирний                   | 6–3, 7–6                 |
| Перемога  | 34. | 3 листопада 1997  | Paris Indoor, Франція                          | Килим (i)  | Паул Гаргейс             | Рік Ліч Jonathan Stark                             | 6–2, 7–6                 |
| Поразка   | 15. | 19 січня 1998     | Sydney International, Австралія                | Тверде     | Деніел Нестор            | Тодд Вудбрідж Марк Вудфорд                         | 3–6, 5–7                 |
| Перемога  | 35. | 2 лютого 1998     | Australian Open, Melbourne                     | Тверде     | Йонас Бйоркман           | Тодд Вудбрідж Марк Вудфорд                         | 6–2, 5–7, 2–6, 6–4, 6–3  |
| Перемога  | 36. | 2 березня 1998    | Філадельфія, U.S.                              | Тверде (i) | Паул Гаргейс             | Річі Ренеберг Девід Макферсон                      | 7–6, 6–7, 6–2            |
| Перемога  | 37. | 9 березня 1998    | Роттердам, Нідерланди                          | Килим (i)  | Паул Гаргейс             | Ніл Брод Піт Норвал                                | 7–6, 6–3                 |
| Перемога  | 38. | 20 квітня 1998    | Барселона, Іспанія                             | Ґрунт      | Паул Гаргейс             | Елліс Феррейра Рік Ліч                             | 7–5, 6–0                 |
| Перемога  | 39. | 27 квітня 1998    | Monte Carlo, Монако                            | Ґрунт      | Паул Гаргейс             | Тодд Вудбрідж Марк Вудфорд                         | 6–4, 6–2                 |
| Перемога  | 40. | 8 червня 1998     | French Open, Paris                             | Ґрунт      | Паул Гаргейс             | Марк Ноулз (тенісист) Деніел Нестор                | 6–3, 3–6, 6–3            |
| Перемога  | 41. | 6 липня 1998      | Wimbledon, London                              | Трава      | Паул Гаргейс             | Тодд Вудбрідж Марк Вудфорд                         | 2–6, 6–4, 7–6, 5–7, 10–8 |
| Перемога  | 42. | 9 серпня 1998     | Амстердам, Нідерланди                          | Ґрунт      | Паул Гаргейс             | Домінік Грбатий Кароль Кучера                      | 6–3, 6–2                 |
| Перемога  | 43. | 31 серпня 1998    | Бостон, США                                    | Тверде     | Паул Гаргейс             | Кріс Гаггард Джек Вейт                             | 6–3, 6–2                 |
| Поразка   | 16. | 9 листопада 1998  | Paris Indoor, Франція                          | Килим (i)  | Паул Гаргейс             | Магеш Бгупаті Леандер Паес                         | 4–6, 2–6                 |
| Перемога  | 44. | 22 листопада 1998 | Парний розряд Championship, Hartford           | Килим (i)  | Паул Гаргейс             | Марк Ноулз (тенісист) Деніел Нестор                | 6–4, 6–2, 7–5            |

### Одиночний розряд (4 титули)
| Результат | Ранг | Дата     | Турнір                      | Покриття  | Опонент            | Рахунок       |
| --------- | ---- | -------- | --------------------------- | --------- | ------------------ | ------------- |
| Перемога  | 1.   | Чер 1992 | Manchester, Велика Британія | Трава     | Малівай Вашінгтон  | 6–3, 6–4      |
| Перемога  | 2.   | Тра 1993 | Atlanta, U.S.               | Ґрунт     | Браян Шелтон       | 7–6, 6–2      |
| Перемога  | 3.   | Сер 1994 | Скенектаді, U.S.            | Тверде    | Чак Адамс          | 6–3, 6–4      |
| Перемога  | 4.   | Жов 1994 | Куала-Лумпур, Малайзія      | Килим (i) | Андрій Ольховський | 7–6, 2–6, 6–4 |

## Досягнення в парному розряді
| Турнір                                 | 1988  | 1989  | 1990  | 1991  | 1992  | 1993  | 1994  | 1995  | 1996  | 1997  | 1998  | SR     | В-П   |
| -------------------------------------- | ----- | ----- | ----- | ----- | ----- | ----- | ----- | ----- | ----- | ----- | ----- | ------ | ----- |
| Турніри Великого шолома                |       |       |       |       |       |       |       |       |       |       |       |        |       |
| Відкритий чемпіонат Австралії з тенісу |       |       |       | 1р    | 2р    | 3р    | П     | ПФ    | 3р    | ПФ    | П     | 2 / 8  | 25–6  |
| Відкритий чемпіонат Франції з тенісу   |       |       |       | 3р    | 2р    | 3р    | ЧФ    | П     |       | ПФ    | 1998  | 2 / 7  | 24–5  |
| Вімблдонський турнір                   |       |       | LQ    |       | 3р    | 1р    | ЧФ    | ЧФ    | 1р    | Ф     | П     | 1 / 7  | 19–6  |
| Відкритий чемпіонат США з тенісу       |       |       |       | 3р    | ЧФ    | 2р    | П     | 3р    | Ф     | 2р    |       | 1 / 7  | 19–6  |
| Grand Slam SR                          | 0 / 0 | 0 / 0 | 0 / 0 | 0 / 3 | 0 / 4 | 0 / 4 | 2 / 4 | 1 / 4 | 0 / 3 | 0 / 4 | 3 / 3 | 6 / 29 |       |
| В-П                                    | 0–0   | 0–0   | 0–0   | 3–3   | 7–4   | 5–4   | 18–2  | 15–3  | 7–3   | 14–4  | 18–0  |        | 87–23 |
| Фінал року                             |       |       |       |       |       |       |       |       |       |       |       |        |       |
| Фінал ATP                              |       |       |       |       |       | П     | ПФ    | Ф     | RR    | ПФ    | П     | 2 / 6  | 20–6  |
| ATP Masters Series                     |       |       |       |       |       |       |       |       |       |       |       |        |       |
| Мастерс Індіан-Веллс                   |       |       |       |       |       |       |       |       | ЧФ    | 1р    |       | 0 / 2  | 1–2   |
| Відкритий чемпіонат Маямі з тенісу     |       |       |       |       |       | ЧФ    | П     | ЧФ    |       | 3р    |       | 1 / 4  | 10–3  |
| Мастерс Монте-Карло                    |       |       |       |       |       |       |       | П     |       | Ф     | П     | 2 / 3  | 11–1  |
| Мастерс Рим                            |       |       |       |       |       | П     | 2р    | 1р    |       | 2р    |       | 1 / 4  | 7–3   |
| Гамбург                                |       |       |       |       |       |       | ПФ    | ПФ    |       | ЧФ    |       | 0 / 3  | 5–3   |
| Мастерс Канада                         |       |       |       |       |       |       |       |       |       | 1р    |       | 0 / 1  | 0–1   |
| Мастерс Цинциннаті                     |       |       |       |       |       | 1р    |       |       | 1р    | 2р    |       | 0 / 3  | 1–3   |
| Мастерс Мадрид                         |       |       |       |       |       |       |       | П     | Ф     | ПФ    | ЧФ    | 1 / 4  | 10–3  |
| Paris                                  |       |       |       |       | 1р    | ПФ    | П     | ЧФ    | П     | П     | Ф     | 3 / 7  | 18–4  |
| Masters Series SR                      |       |       | 0 / 0 | 0 / 0 | 0 / 1 | 1 / 4 | 2 / 4 | 2 / 6 | 1 / 4 | 1 / 9 | 1 / 3 | 8 / 31 |       |
| В-П                                    |       |       | 0–0   | 0–0   | 0–1   | 9–3   | 12–2  | 13–4  | 8–3   | 13–8  | 8–2   |        | 63–23 |
| Рейтинг на кінець року                 | 565   | 210   | 190   | 56    | 45    | 11    | 2     | 3     | 18    | 4     | 1     |        |       |